# Circuito Brasileiro de Voleibol de Praia Masculino de 2025
O Circuito Brasileiro de Voleibol de Praia Masculino de 2025, também chamado de Circuito Banco do Brasil de Vôlei de Praia  (Top 16) e , é a trigésima quinta edição da principal competição nacional de vôlei de praia na variante masculina, previsto para ter início em 5 de fevereiro de 2025 em Navegantes, Santa Catarina.

## Resultados

### Circuitos Top 16 & Open 2025
| Evento                                                                                          | Ouro                                     | Prata                                    | Bronze                        | Quarto lugar                            |
| Top-16 ⇒ 1ª Etapa Navegantes Santa Catarina 5 a 9 de fevereiro de 2025                          | / Saymon Barbosa Santos George Wanderley | Arthur Mariano Adrielson Emanuel         | Mateus Dultra Adelmo Folha    | / Evandro Gonçalves Arthur Lanci        |
| Open ⇒ 1ª Etapa Navegantes Santa Catarina 5 a 9 de fevereiro de 2025                            | Nicolas Capretti Bruno Peiter            | Samuel Bello Vinícius Müller             | / Léo Vieira Luciano de Paula | / Anderson Melo Bonilha                 |
| Top-16 ⇒ 2ª Etapa Saquarema, Rio de Janeiro (Estado) 2 a 6 de abril de 2025.                    | Arthur Mariano Adrielson Emanuel         | / Saymon Barbosa Santos George Wanderley | / Igor Borges Alison Cerutti  | / Pedro Henrique Oliveira Renato Andrew |
| Open ⇒ 2ª Etapa Saquarema, Rio de Janeiro (Estado) 2 a 6 de abril de 2025ref name="srsetcbvp"/> |                                          |                                          |                               |                                         |
| Top-16 ⇒ 3ª Etapa Brasília, Distrito Federal 23 a 27 de abril de 2025.                          |                                          |                                          |                               |                                         |
| Open ⇒ 3ª Etapa Brasília, Distrito Federal 23 a 27 de abril de 2025                             |                                          |                                          |                               |                                         |
| Top-16 ⇒ 4ª Etapa Aracaju, Sergipe 14 a 18 de maio de 2025.                                     |                                          |                                          |                               |                                         |
| Open ⇒ 4ª Etapa Aracaju, Sergipe 14 a 18 de maio de 2025                                        |                                          |                                          |                               |                                         |
| Top-16 ⇒ 5ª Etapa Cuiabá, Mato Grosso 16 a 20 de julho de 2025.                                 |                                          |                                          |                               |                                         |
| Open ⇒ 5ª Etapa Cuiabá, Mato Grosso 16 a 20 de julho de 2025                                    |                                          |                                          |                               |                                         |
| Top-16 ⇒ 6ª Etapa Marechal Deodoro, Alagoas 2 a 10 de agosto de 2025.                           |                                          |                                          |                               |                                         |
| Open ⇒ 6ª Etapa Marechal Deodoro, Alagoas 2 a 10 de agosto de 2025                              |                                          |                                          |                               |                                         |
| Top-16 ⇒ 7ª Etapa João Pessoa, Paraíba 10 a 14 de setembro de 2025.                             |                                          |                                          |                               |                                         |
| Open ⇒ 7ª Etapa João Pessoa, Paraíba 10 a 14 de setembro de 2025                                |                                          |                                          |                               |                                         |
| Top-16 ⇒ 8ª Etapa Rio de Janeiro, Rio de Janeiro (Estado) 10 a 14 de setembro de 2025           |                                          |                                          |                               |                                         |
| Open ⇒ 8ª Etapa Rio de Janeiro], Paraíba 10 a 14 de setembro de 2025                            |                                          |                                          |                               |                                         |
| Top-16 ⇒ 9ª Etapa Itapema Santa Catarina 27 a 30 de novembro de 2025                            |                                          |                                          |                               |                                         |
| Open ⇒ 9ª Etapa Itapema Santa Catarina 27 a 30 de novembro de 2025                              |                                          |                                          |                               |                                         |
| Top-16 ⇒ 10ª Etapa Fortaleza, Ceará 15 a 18 de dezembro de 2025                                 |                                          |                                          |                               |                                         |
| Open ⇒ 10ª Etapa Fortaleza, Ceará 15 a 18 de dezembro de 2025                                   |                                          |                                          |                               |                                         |

## Classificação final

### Premiações individuais
Os destaques da temporada foramː
| MVP                     |
| Melhor Ataque           |
| Craque da Galera        |
| Melhor Bloqueio         |
| Melhor Saque            |
| Melhor Recepção/Passe   |
| Melhor Defesa           |
| Melhor Levantador       |
| Atleta que mais evoluiu |
| Revelação               |
| Melhor Técnico          |